# O Passado e o Presente
O Passado e o Presente (1971) é um filme português de Manoel de Oliveira. A obra assinala o seu regresso aos ecrãs, seis anos depois da sua última passagem, com O Pão, de 1966.
O filme estreou nos cinemas Condes e Apolo 70, em Lisboa, a 26 de Fevereiro de 1972.

## Sinopse
«Após se casar repetidas vezes, uma jovem viúva que traia seus maridos, se casa novamente. Ela exalta e idolatra seus antigos maridos, enquanto trai os atuais em uma relação doentia. ».

## Enquadramento histórico

### o cinema  e o teatro
O Passado e o Presente marca o reinício da actividade de Oliveira como realizador, no género da ficção. Antes, tinha-se dedicado mais ao documentário. Embora sendo originais alguns dos filmes que antes realizou, só a partir de então a sua obra se distinguirá pela permanência e evolução de um estilo pessoal em que ele mistura a arte do cinema e a arte do teatro e que se caracteriza por um abandono do realismo, que se converte nele em retrato de traços alegóricos e expressionistas, ilustrando, com algum picante, figuras-tipo da sociedade portuguesa.
Essa opção teria influências profundas em discípulos como Alberto Seixas Santos (Brandos Costumes – 1974), João César Monteiro (Veredas – 1977), João Botelho (Conversa Acabada – 1980) e alguns outros. O filme inicia, nas palavras de Manoel Oliveira, a "tetralogia dos amores frustrados", que ele continuou com Benilde ou a Virgem Mãe, Amor de Perdição e Francisca. Foi, também, o primeiro filme produzido pelo Centro Português de Cinema, apoiado e financiado pela Fundação Calouste Gulbenkian, onde, desde 1969 e durante 22 anos, trabalhou João Bénard da Costa, como responsável pelo Sector de Cinema, departamento inserido no Serviço de Belas-Artes. Bénard da Costa, crítico e historiador da sétima arte e futuro director da Cinemateca Portuguesa, marca a sua primeira presença nos filmes de Oliveira, neste como figurante, depois como bom actor.
A ante-estreia do filme teve lugar no Grande Auditório da Fundação, a 25 de Fevereiro de 1972, numa sessão solene com a presença do Presidente da República, Américo Thomaz, e de quase todas as ilustres personalidades do governo marcelista. Os 1500 lugares da sala esgotaram. Este evento, não só como gesto simbólico mas também como acto cultural e político, teria consequências bastante importantes para o futuro do cinema em Portugal.
O acontecimento caracteriza-se por duas assinaláveis circunstâncias. A «assumida teatralidade» do filme foi, logo às primeiras, vista como defeito, como total ausência de trabalho de direcção de actores, como «desconchavo» imperdoável (ver referência de Luís de Pina nas "ligações externas"). Entre fãs e detractores instalou-se dura polémica. Oliveira, em filmes que se seguiram, continuou reincidindo, acabando por provar que era o estilo que explicava o defeito. A razão ultrapassou fronteiras e alguns dos críticos franceses dos “Cahiers du Cinéma” que, gratos à contribuição generosa de um país de bons leitores, acabou também por reconhecer o defeito como qualidade, coisa de que outros iriam sair beneficiados, reincidindo no mesmo «desconchavo», cada um a seu modo. A segunda notável circunstância foi a de o produtor Paulo Branco se ter interessado muito pela originalidade da obra de Oliveira, que via como promissora e favorável ao seu papel de futuro mediador da indubitável dúvida. Produziria um número apreciável de obras do invicto autor, sem constrangimentos. Oliveira prosseguiria tranquilamente na sua viagem até ao fim do mundo.

### «a fala de Deus» e a do Diabo
Sem trair os pactos que fez com Deus e com o Diabo, num texto de 1972 que agitou as águas dos meios cinéfilos da época, texto esse ardilosamente contraditório em que desdenha e ao mesmo tempo elogia, João César Monteiro classifica frontalmente O Passado e o Presente como «um necrofilme português de Manoel de Oliveira», «o Fóssil Portuense», pessoa, diz ele, sobre quem não partilha a admiração que alguns dos seus colegas por ele têm. Os referidos colegas são jovens cineastas de fé católica que, com mais uns tantos de outras crenças, inspirados pela Nova Vaga, fundam a primeira cooperativa de cinema em Portugal, o Centro Português de Cinema, com o objectivo de angariar fundos que lhes permitam financiar os filmes com que sonham.
O primeiro filme produzido pelo Centro Português de Cinema será precisamente O Passado e O Presente. Ligado à irmandade desses cinéfilos, católicos não ortodoxos provenientes de meios universitários, alinhados com a Juventude Universitária Católica, gente culta e de ideias arejadas, conhecidos como católicos progressistas, herdeiros do Modernismo, está João Bénard da Costa. Será ele quem, junto da Fundação Calouste Gulbenkian, dará contribuição decisiva para que tais objectivos sejam alcançados, acabando por ser designado para gerir a atribuição dos fundos. Num momento de crise financeira dos Cadernos, consegue até sacar uns dinheiritos da Fundação para acudir aos irreverentes «jeunnes  turcs», parisiences de verdes anos que animam a prestigiada revista. Desde então ficam todos muito amigos (ver Cahiers du Cinéma).
Embora a Nova Vaga francesa seja em grande parte consequente das experiências do neo-realismo italiano no cinema, descarta-se das suas bases teóricas e ideológicas, sobretudo dos seus fundamentos marxistas, das preocupações em retratar os problemas sociais numa sociedade capitalista em que a luta de classes impera. Dele herda o que de inovador ele trouxe para a arte do cinema e a recusa de filmar em estúdios, em cenários artificiais, dando preferência a décors naturais e a envolventes reais. Por isso mesmo, a maior parte dos analistas especializados na obra de Manuel de Oliveira considera Aniki-Bobó um filme percursor do neo-realismo. Tal classificação é cedo contestada por certos amigos e admiradores da obra do «Mestre», em particular pelos católicos progressistas de Lisboa dessa época, para quem – mais por opção ideológica e por tática política face à opressão de que também são vítimas por parte da ditadura de Oliveira Salazar do que por qualquer outro motivo –, o neo-realismo é pecado mortal. Por isso preferem classificar essa e outras obras, incluindo as suas, como típicas de um certo realismo poético. No seu artigo sobre O Passado e o Presente, João César Monteiro alinha com eles nessa classificação.
No entanto, exacerbar o seu desdém por Manuel de Oliveira é coisa que lhe interessa em benefício próprio. Com uns cautelosos “mas” metidos pelo meio, diz ele: «(…) na verdade,  torna-se-me difícil disfarçar uma certa decepção perante obras como Aniki-Bobó, erradamente considerado um precursor do neo-realismo italiano quando, na realidade, mais se aparenta com o intragável realismo poético à la Prévert, de muito pouca consequência, quer no plano cinematográfico quer no plano poético, e até mesmo o super-datado Douro, faina fluvial. Finalmente, há cerca de dois anos foi-me dado ver, um pouco por acaso, A Caça, e fiquei perplexo. É urgente rever o Oliveira, confirmar-lhe os fracassos, redescobrir- lhe o espantoso talento. A espantosa vitalidade também. Que dizer, agora, de O Passado e o Presente, a não ser que, aos 62 anos, o mais jovem dos cineastas portugueses acaba de fazer o seu maior e mais inteligente filme». 
Necrofilme?... Sim, é claro, por ser um filme que retrata uma certa burguesia decadente em que a morte é uma obsessão perversa e a fé em Cristo um passatempo mórbido para minorar os seus ócios. Não por ser um filme lúgubre, arrastado, intragável, de conversa fiada e diálogos pretensiosos. Uma dúzia de linhas mais abaixo, sempre alternando entre discurso direto e indirecto, o inefável Monteiro não resiste, volta à carga e reafirma, agora em discurso directo: «Além do mais, e para simplificar, antipatizo consigo. Se quiser, é uma antipatia de classe, feroz desdenhosa. Irremediável. Há ainda o seu inconcebível catolicismo de catequista que (diga-se) se traduz num humanismo bolorento e charlatão sempre que o senhor sacrifica o discurso cinematográfico a uma verborreia pseudo-literária para se dar ares de carpideira filosófica preocupada com os pecados do mundo». Lá mais para o fim do artigo, após várias outras alternâncias de humor e de estilo, após abordar outros tantos temas, uma surpreendente confissão: «Manuel de Oliveira faz, no contexto português, parte da pequena minoria de cineastas católicos (os outros são o Paulo Rocha e, numa escala bem mais modesta, o autor destas linhas) para quem o acto de filmar implica a consciência de uma transgressão». Católico, o libertino João? Que em miúdo se divertia a apalpar as mamas das criadas e em graúdo certas bundas que lhe apareciam pelo caminho? Só cá faltava esta! Bem, se ele o diz, Ámen, assim seja, é católico!…
Passam-se anos. O João - personagem tumultuosa  possuída por um génio descontrolado que o torna má pessoa - faz vários filmes, bota fogo à casa da namorada, dá-lhe cabo do automóvel à cacetada e etc..., etc... É-lhe entretanto erguida, pelos mesmos amigos, pelos mesmos agentes, por idênticas vias e com idênticos propósitos, uma figura assente em pedestal tão sólido como o da estátua erigida ao rival Manoel. Coisa bem merecida. Sentindo-se agora imune ao risco de ferir algumas sensibilidades que poderiam reagir com prejuízo seu às verdadeiras verdades acerca do que ele, confesso católico, pensa sobre o Bem e o Mal, questão que sempre achincalhou (coisa estranha num católico), confessa-se. A bombástica revelação é feita numa entrevista publicada no jornal Diário de Notícias em 1997. Perguntam-lhe: «Quem estipula as balizas de bem e de mal?». Resposta: «Como sou evidentemente ateu, sou eu que estipulo as minhas balizas de bem e de mal!». 
Por estas e por outras, um célebre enfant terrible, tão bera como ele, o Luís Pacheco, com quem ele se disputa em altas picardias e primorosas trocas de mimos, questiona-se, sem papas na língua, sobre a hipocrisia do seu amigo «Joãozinho das Comédias»: «será (…) que ele guarda no íntimo um enorme desdém, rancor, nojo, por todos nós, seus compatriotas de nascimento e contemporâneos de desgraça? Ele faz (mera hipótese) filmes como quem nos cospe?».  Conclui o autor do artigo : «João César Monteiro odeia espectadores. Em compensação, exige cúmplices».
Cúmplices não lhe faltam. São na sua maioria os mesmos que veneram o seu rival portuense. Tudo começa com os Cahiers du Cinéma, Serge Daney, João Bénard da Costa e o próprio João, trio em que assenta o elogio a Manoel de Oliveira a partir de O Passado e o Presente. A vozearia que daí resulta, num imenso palavreado que se repete em eco, pouco variando conforme as língua e os lugares, chega a todo o lado, abafando o que quer que seja que de dissonante se queira fazer ouvir. «Bingo, Joãozinhos!».

## Ficha sumária
- Obra Original: Vicente Sanches
- Diálogos: Vicente Sanches
- Adaptação: Manoel de Oliveira
- Realização: Manoel de Oliveira
- Produção: CPC - Centro Português de Cinema
- Actores principais: Manuela de Freitas, Maria de Saisset, Bárbara Vieira, Alberto Inácio
- Financiamento: Fundação Calouste Gulbenkian
- Rodagem: Novembro de 1970 a janeiro de 1971
- Formato: 35 mm coR
- Género: ficção (drama e comédia)
- Duração: 117 min.
- Distribuição: Lusomundo
- Estreia: Cinemas Condes e Apolo 70, em Lisboa, a 26 de Fevereiro de 1972

## Ficha artística
- Maria de Saisset, como Vanda, a viúva
- Manuela de Freitas, como Noémia
- Bárbara Vieira, como Angélica
- Alberto Inácio, como Ricardo-Daniel
- Pedro Pinheiro, como Firmino
- António Machado Ribeiro, como Maurício
- Duarte de Almeida, como Honório
- José Martinho Alves do Rio, como Fernando
- Alberto Branco, como o médico
- Guilhermina Pereira, como a  criada
- Agostinho Alves, como o jardineiro
- Pedro Efe, como o motorista
- António Beringela, como o cangalheiro
- Carlos Sousa, como o padre
- Cândida Lacerda, como a mulher do cemitério

## Ficha técnica
- Realizador: Manoel de Oliveira
- Assistente de realização: Américo Patela
- Director de produção: Ernesto de Oliveira
- Assistente de produção: José Manuel de Oliveira
- Pós-produção: Henrique Espírito Santo (Madrid)
- Dir. Fotografia: Acácio de Almeida
- Assistente de imagem: Mário Ferreira
- Anotadoras: Celeste Ferrari e Maria João Lagrifa
- Maquinistas: Fernado Gomes e Vasco Sequeira
- Iluminação: Óscar Cruz, Carlos Sequeira, Júlio Sequeira, Carlos Pereira e Abel Alves
- Caracterização: Conceição Madureira
- Decoração: Zeni d’Ovar
- Assistente de decoração: Jorge Fonseca Castelar
- Cenários: J.M. Cardoso
- Vestuário: Cravo e Canela
- Montagem: Manoel de Oliveira
- Assistente de montagem: Noémia Delgado
- Música: Felix Mendelssohn
- Director de produção: Ernesto de Oliveira
- Laboratório de imagem: Tobis Portuguesa e Ulyssea Filme
- Laboratório de som: Valentim de Carvalho